# H̱od ‘Aqev
H̱od ‘Aqev (hebreiska: חוד עקב, H̱od Akev) är ett berg i Israel.   Det ligger i distriktet Södra distriktet, i den södra delen av landet. Toppen på H̱od ‘Aqev är 547 meter över havet, eller 76 meter över den omgivande terrängen. Bredden vid basen är 1,3 km.
Terrängen runt H̱od ‘Aqev är kuperad åt sydost, men åt nordväst är den platt. Runt H̱od ‘Aqev är det ganska glesbefolkat, med 42 invånare per kvadratkilometer. Närmaste större samhälle är Midreshet Ben-Gurion, 4,6 km nordväst om H̱od ‘Aqev. Trakten runt H̱od ‘Aqev är ofruktbar med lite eller ingen växtlighet.